# Piano (Haute-Corse)
Pour les articles homonymes, voir Piano (homonymie).
Piano est une commune française située dans la circonscription départementale de la Haute-Corse et le territoire de la collectivité de Corse. Le village appartient à la piève d'Ampugnani, en Castagniccia.

## Géographie

### Situation

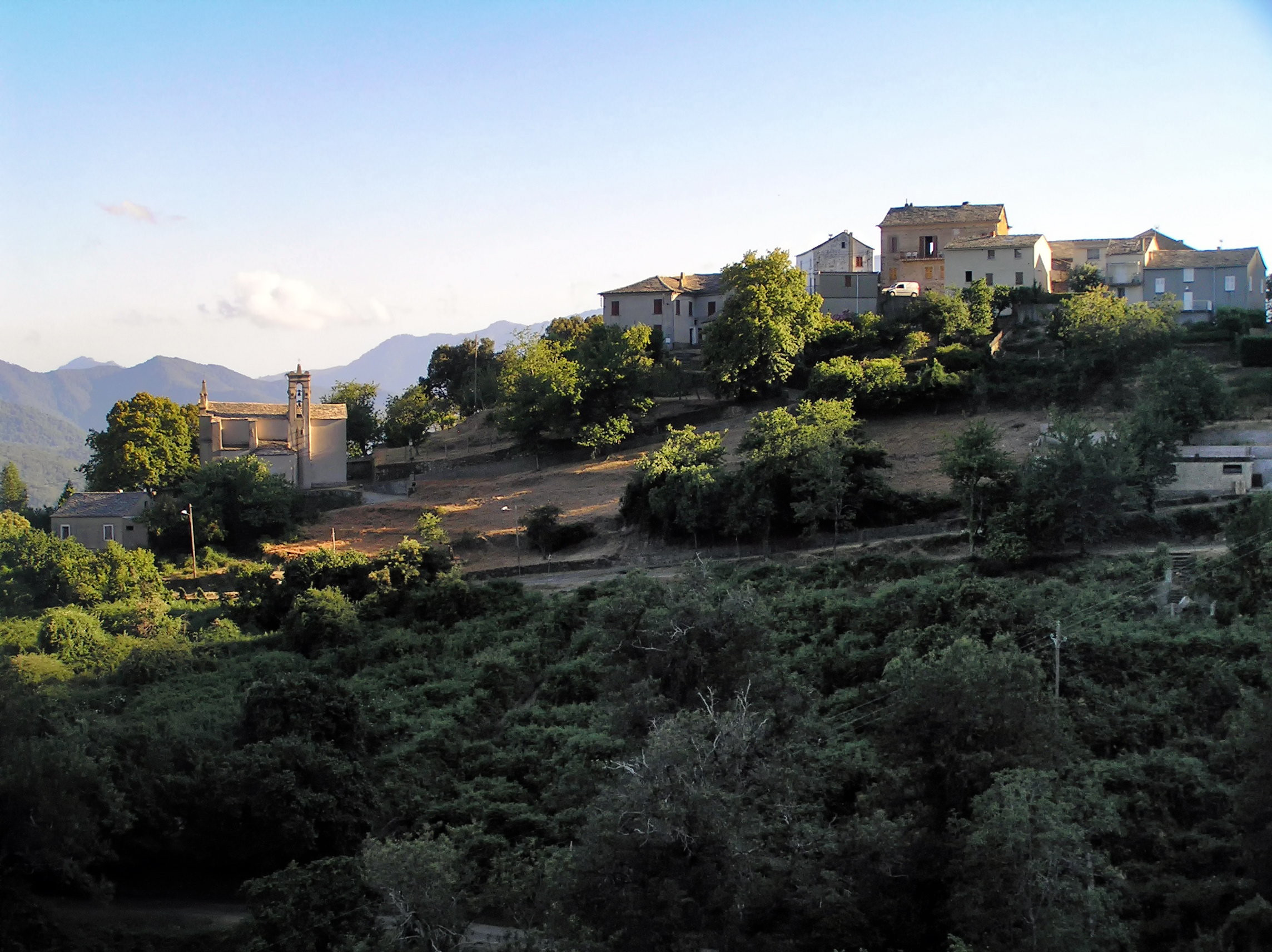
Vue du village.

Piano (U Pianu) est un petit village au nord de la Castagniccia, situé dans l'ancienne pieve d'Ampugnani. L'Ampugnani correspond à la moyenne vallée du Fium'Alto. Ceinturée de montagnes, elle est bordée du San Petrone (1 767 m) à l'ouest et du Monte Sant'Angelo (San Anghjuli - 1 218 m) au nord. La commune est adhérente au parc naturel régional de Corse.
Piano fait partie du canton de Casinca-Fiumalto qui regroupe 25 communes.
Communes limitrophes

### Géologie et relief

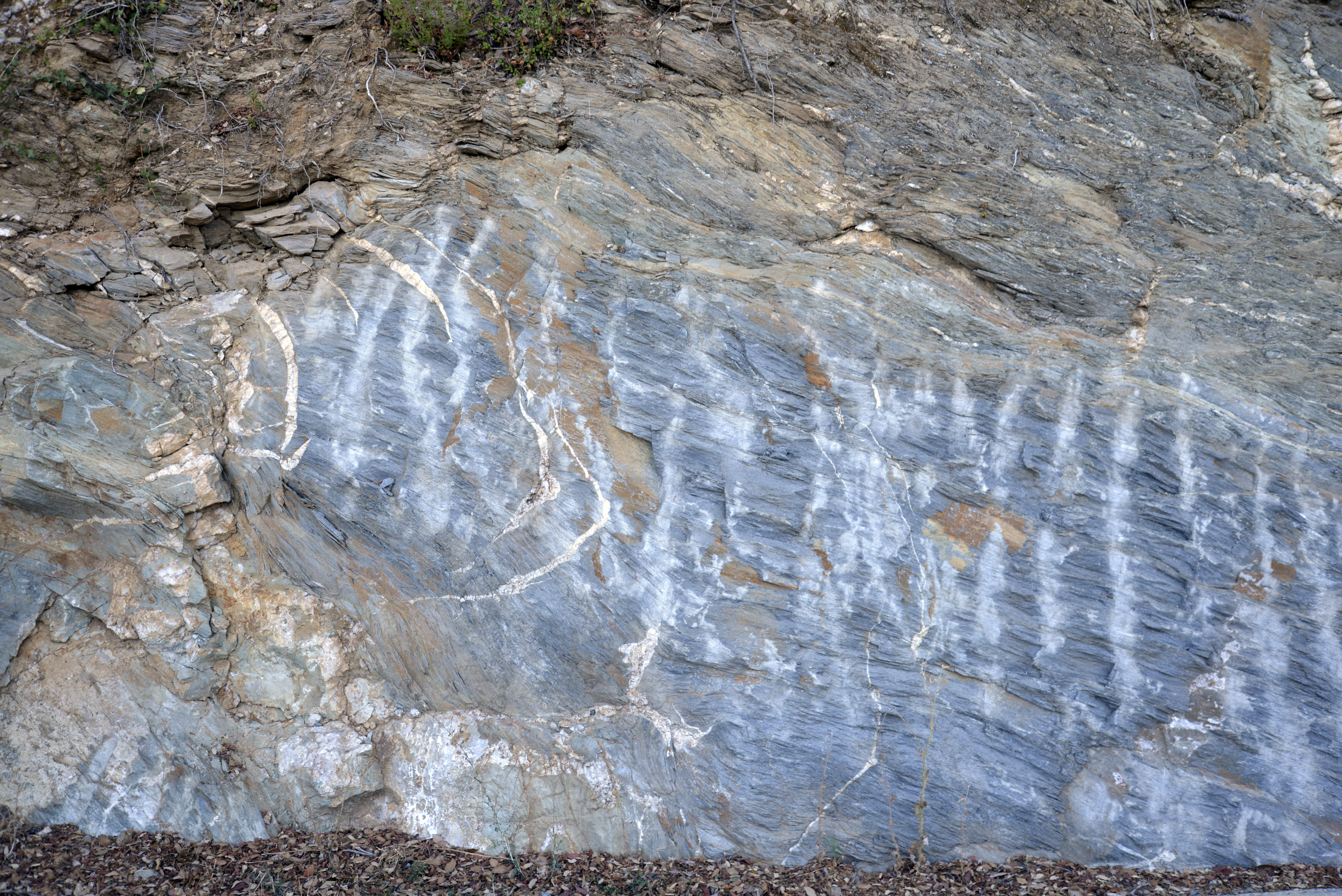
Paroi de la route D.237.

Piano se situe dans la Corse Alpine ou « Corse schisteuse » au nord-est de l'île, dans le prolongement de l'arête schisteuse du Cap Corse ou massif de la Serra, qui se poursuit avec le massif du San Petrone et se termine au sud de la Castagniccia. Son sol repose sur un socle hercynien occidental autochtone, une nappe des schistes lustrés. Des parties les plus profondes de cette nappe affleurent dans la vallée du Fium'Alto, sans toutefois que soit visible le substratum de cette dernière dont la nature demeure inconnue. Les géologues ont pris l'habitude de regrouper sous l'appellation unique « Série de la Castagniccia » celles des unités constitutives de la nappe des schistes lustrés affleurant sur la feuille Cervione.
D'une superficie de 3,4 km2, la commune s'étend dans un axe nord-sud, depuis une partie de la ligne de crête définie du point à l'extrémité septentrionale de son territoire (altitude 969 m) à la cime de Penta Frescaja, 1 114 m son culmen, jusqu'au lit du Fium'Alto à l'extrémité méridionale (altitude 199 m). Piano occupe une alvéole dont le principal vallon est celui du ruisseau de Piano, affluent du fium'Alto.

### Hydrologie
Le ruisseau de Piano, long de 2,270 km et qui a pour nom ruisseau de Penta Longa en amont, ainsi que le ruisseau de Navacchi, long de 2,845 km, sont les principaux cours d'eau qui traversent la commune. Ils sont tributaires du fleuve Fium'Alto dont le cours longe les limites méridionales de la commune.

### Climat et végétation
Malgré d'innombrables incendies qui ont dévasté çà-et-là la microrégion, la puissance de végétation du maquis a toujours repris le dessus, faisant de la Castagniccia l'une des régions les plus impénétrables de l'île.

### Voies de communication et transports

#### Accès routiers
Piano est situé au sud-ouest de Bastia, la métropole départementale. La commune est traversée par la route départementale 237 qui relie le village à Casabianca à l'ouest et à Silvareccio au nord-est. Au nord du village démarre la route D 306 qui mène à Casalta et au-delà.

#### Transports
Le village de Piano est distant de 40,7 km du port de commerce de Bastia via les routes D 10 et T11, de 18,9 km de la gare des CFC de Gare de Casamozza via la route D 10 et de 24,2 km de l'aéroport de Bastia Poretta via la route D 237, qui sont les plus proches.

## Urbanisme

### Typologie
Piano est une commune rurale, car elle fait partie des communes peu ou très peu denses, au sens de la grille communale de densité de l'Insee,,,.
Par ailleurs la commune fait partie de l'aire d'attraction de Bastia, dont elle est une commune de la couronne. Cette aire, qui regroupe 93 communes, est catégorisée dans les aires de 50 000 à moins de 200 000 habitants,.

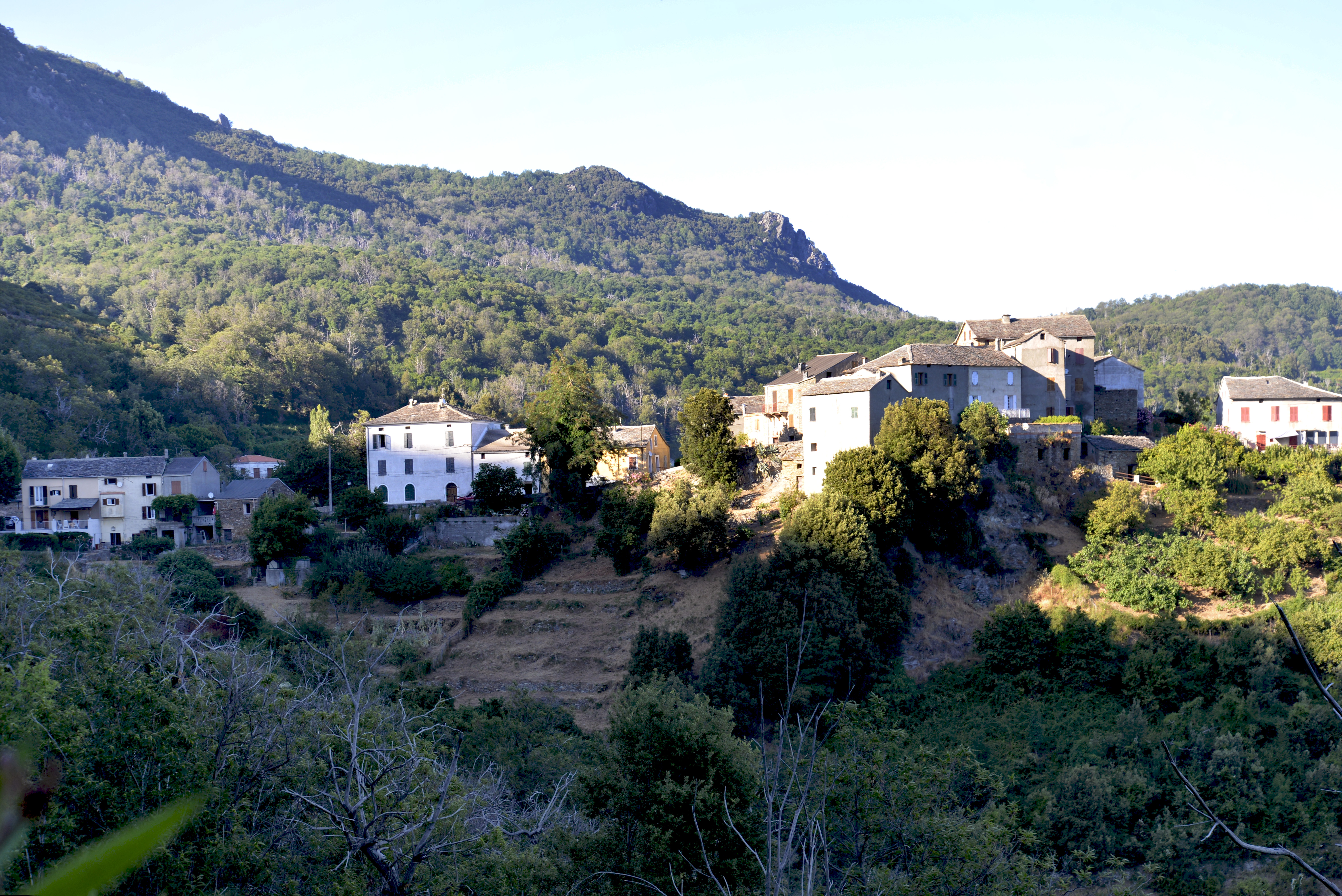
Vue du village depuis le sud.

Piano est construit le long d'une arête rocheuse, sur la face sud du San Anghjuli, à 677 mètres d'altitude, entre châtaigniers, oliviers et chênes. Sa population vit groupée au village où se trouvent mairie et église paroissiale, et à Capellini son hameau voisin à l'est.  Le cimetière communal se trouve à l'entrée sud du village, sous la route D 237 menant au col Sant'Antone.

### Occupation des sols
L'occupation des sols de la commune, telle qu'elle ressort de la base de données européenne d’occupation biophysique des sols Corine Land Cover (CLC), est marquée par l'importance des forêts et milieux semi-naturels (94,1 % en 2018), une proportion identique à celle de 1990 (94,2 %). La répartition détaillée en 2018 est la suivante : 
forêts (47,9 %), milieux à végétation arbustive et/ou herbacée (46,2 %), zones agricoles hétérogènes (5,9 %). L'évolution de l’occupation des sols de la commune et de ses infrastructures peut être observée sur les différentes représentations cartographiques du territoire : la carte de Cassini (XVIIIe siècle), la carte d'état-major (1820-1866) et les cartes ou photos aériennes de l'IGN pour la période actuelle (1950 à aujourd'hui).

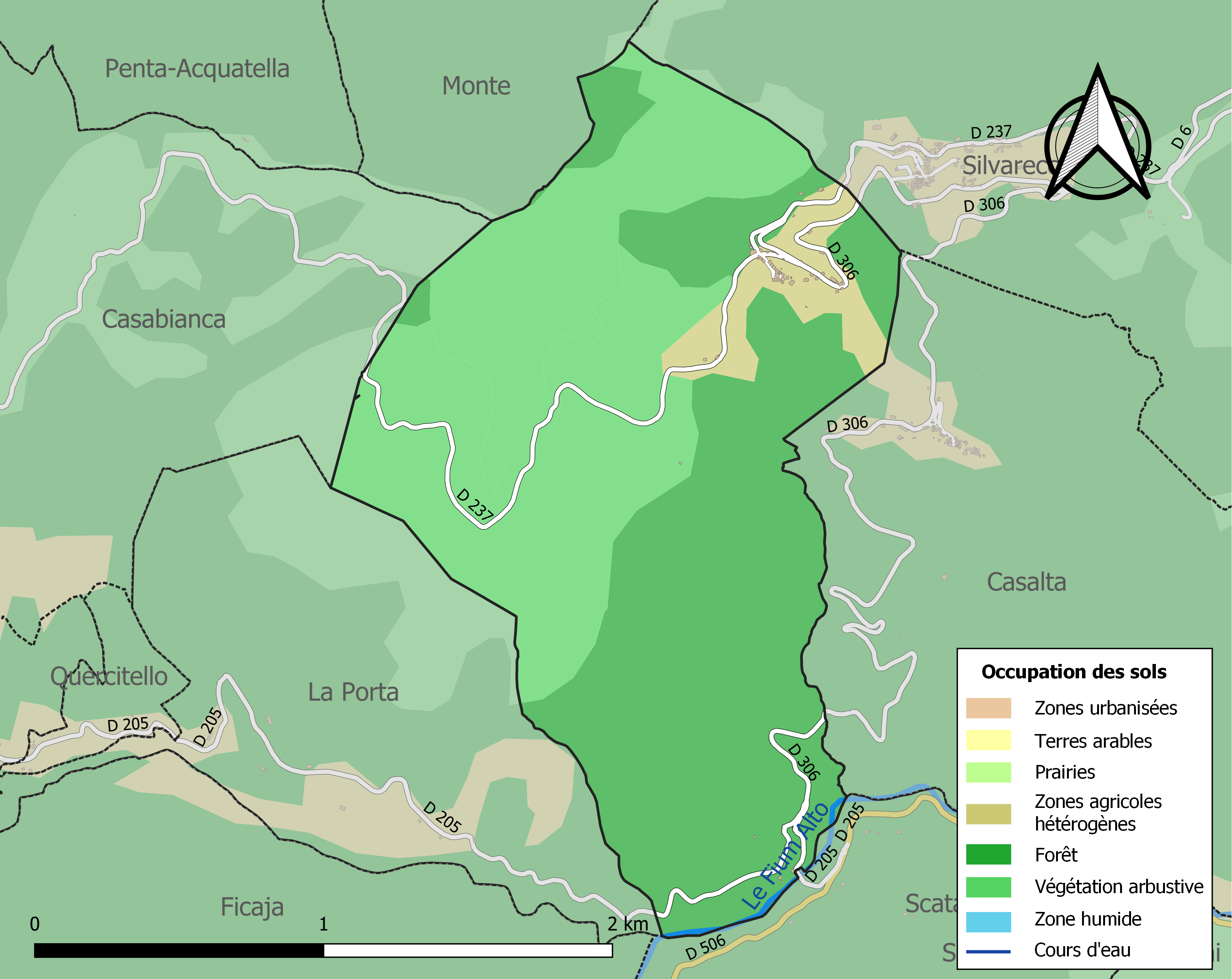
Carte des infrastructures et de l'occupation des sols de la commune en 2018 (CLC).

## Toponymie

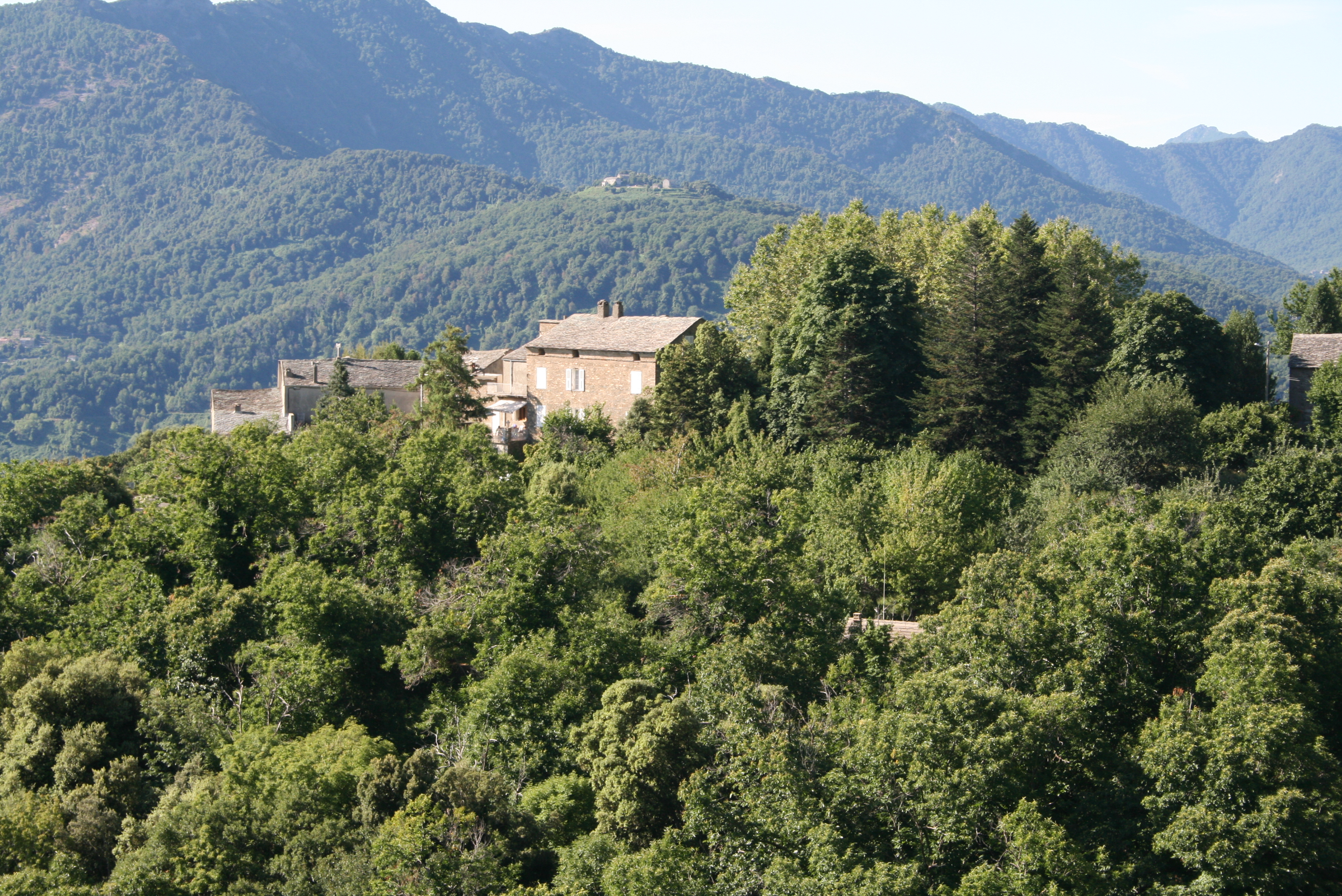
Lieu di Cappellini.
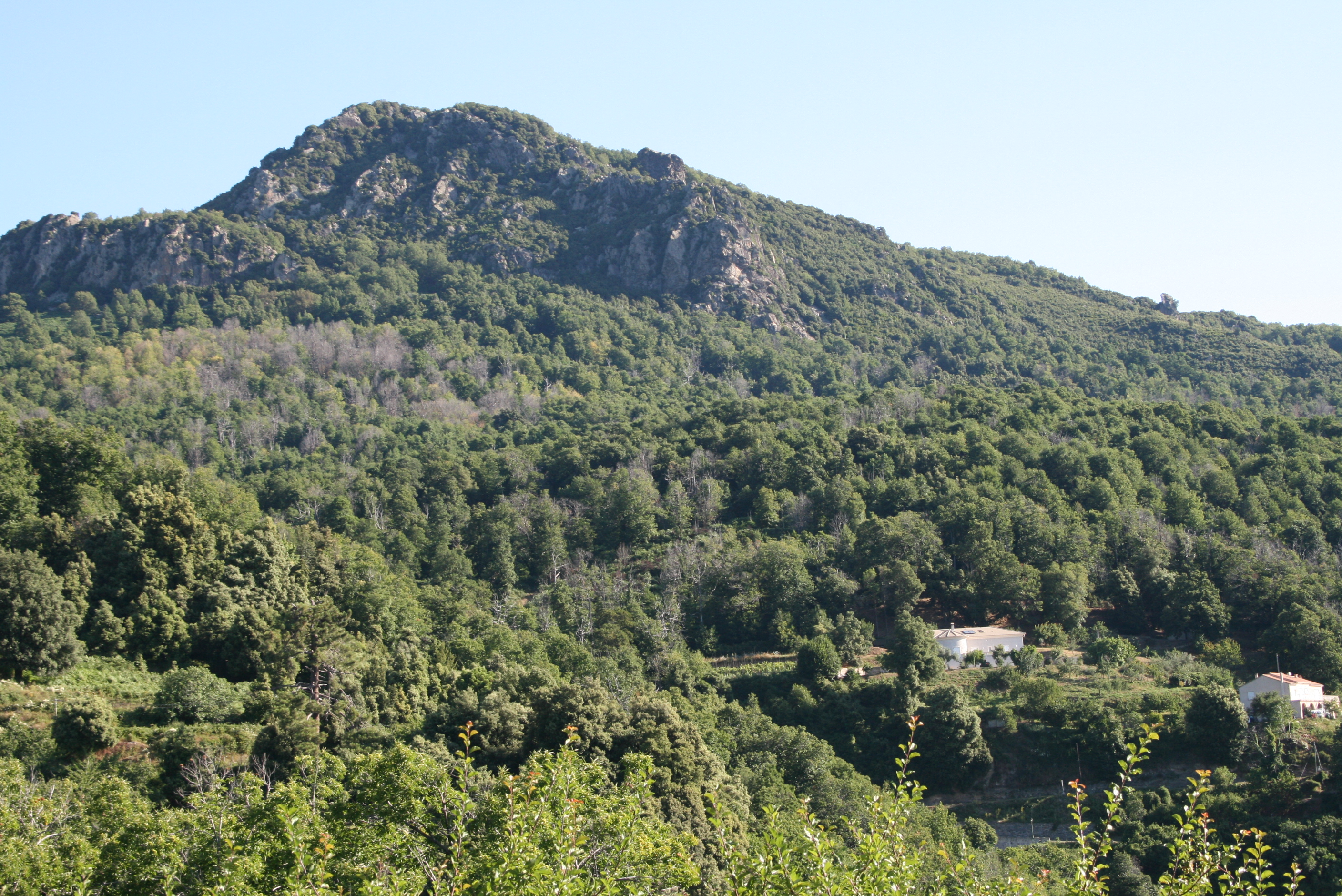
Monte Sant'Angelo vu de Piano.
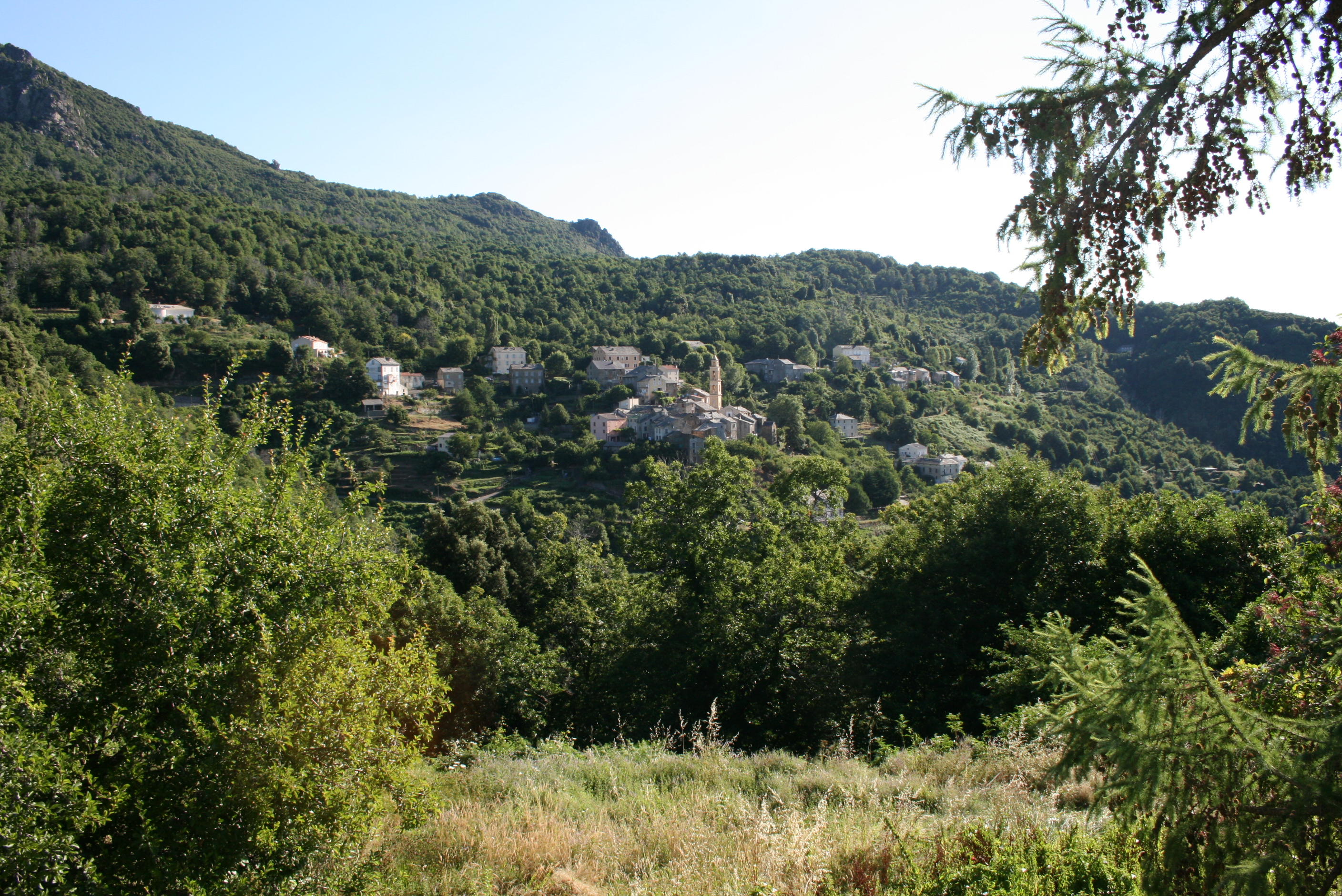
Le village de Silvareccio vu de Piano.

## Histoire

### Temps modernes
Vers 1520, Piano faisait partie de la pieve d'Ampugnani qui avait pour lieux habités : la Casabianca, la Porta, la Croce, Polveroso, Monte d’Olmo, lo Pruno, lo Selvarechio, la Casalta, lo Piano, Scata, Ficagia, lo Pomeragio, Stopianova, lo Catogio.

### Époque contemporaine
En 1954, le canton de Porta était formé avec les communes de Casabianca, Casalta, Croce, Ficaja, Giocatojo, Piano, Poggio Marinaccio, Polveroso, Porta d’Ampugnani, Pruno, Quercitello, San Damiano, San Gavino d’Ampugnani, Scata et Silvareccio.

## Politique et administration

### Liste des maires
| Période                                  | Période  | Identité                 | Étiquette | Qualité          |
| ---------------------------------------- | -------- | ------------------------ | --------- | ---------------- |
| Les données manquantes sont à compléter. |          |                          |           |                  |
| mars 1977                                | 1986     | André Bourgeaud          | .         | .                |
| mars 2001                                | 2008     | Jean Nicolas Imperinetti | .         | .                |
| mars 2008                                | 2014     | Jean-Pierre Belgodere    | .         | .                |
| mars 2014                                | En cours | Jean-Sauveur Vallesi     | REG       | Salarié agricole |

Anecdotes
Lors du premier tour de l'élection présidentielle de 2002, le candidat d'extrême-droite Jean-Marie Le Pen obtenait 100 % des suffrages. Ce résultat reste à nuancer puisque 98 % des électeurs se sont abstenus et qu'un seul électeur s'est présenté au bureau de vote. Piano est la commune où Jean-Marie Le Pen a réalisé son meilleur score. Lors du second tour, cette même commune affichait, avec 84 %, le plus fort taux d'abstention en France. Néanmoins, le candidat Jacques Chirac recueillait 100 % des suffrages.

## Population et société

### Démographie
L'évolution du nombre d'habitants est connue à travers les recensements de la population effectués dans la commune depuis 1800. Pour les communes de moins de 10 000 habitants, une enquête de recensement portant sur toute la population est réalisée tous les cinq ans, les populations de référence des années intermédiaires étant quant à elles estimées par interpolation ou extrapolation. Pour la commune, le premier recensement exhaustif entrant dans le cadre du nouveau dispositif a été réalisé en 2005.

En 2022, la commune comptait 18 habitants, en évolution de −35,71 % par rapport à 2016 (Haute-Corse : +5,15 %, France hors Mayotte : +2,11 %).
| 1800 | 1806 | 1821 | 1831 | 1836 | 1841 | 1846 | 1851 | 1856 |
| ---- | ---- | ---- | ---- | ---- | ---- | ---- | ---- | ---- |
| 132  | 159  | 485  | 155  | 145  | 132  | 153  | 135  | 150  |

| 1861 | 1866 | 1872 | 1876 | 1881 | 1886 | 1891 | 1896 | 1901 |
| ---- | ---- | ---- | ---- | ---- | ---- | ---- | ---- | ---- |
| 161  | 175  | 150  | 171  | 167  | 165  | 165  | 203  | 173  |

| 1906 | 1911 | 1921 | 1926 | 1931 | 1936 | 1946 | 1954 | 1962 |
| ---- | ---- | ---- | ---- | ---- | ---- | ---- | ---- | ---- |
| 155  | 148  | 138  | 133  | 105  | 102  | 95   | 88   | 80   |

| 1968 | 1975 | 1982 | 1990 | 1999 | 2005 | 2006 | 2010 | 2015 |
| ---- | ---- | ---- | ---- | ---- | ---- | ---- | ---- | ---- |
| 64   | 54   | 75   | 54   | 36   | 35   | 36   | 24   | 27   |

| 2020 | 2022 | - | - | - | - | - | - | - |
| ---- | ---- | - | - | - | - | - | - | - |
| 19   | 18   | - | - | - | - | - | - | - |

Piano comptait 28 habitants en 2005. Avec une densité de 8,2 habitants/km2, Piano a subi une forte baisse de 28,6 % de sa population par rapport à 1999.
Ses habitants sont appelés les Pianolais et les Pianolaises.
Ses habitants sont appelés les Pianolais, Pianolaises.

### Manifestations culturelles et festivités
- Saint-Roch (San Roccu) le saint patron de Piano est fêté le 16 août.

## Économie
le village qui comptait plus de 200 habitants à la fin du XIXe siècle, est désormais presque vide, en dehors de la période estivale. La culture du châtaignier, qui faisait autrefois en partie la prospérité de la région, est pratiquement partout délaissée. Les porcs en divagation défoncent les sous-bois, accélérant l'érosion des sols et la chute des arbres tutélaires.

## Culture locale et patrimoine

### Lieux et monuments
- Monument aux morts.
- Ancien moulin situé en bordure du Fiumalto, à proximité du pont de Rimitoriu.

#### Église Saint-Roch

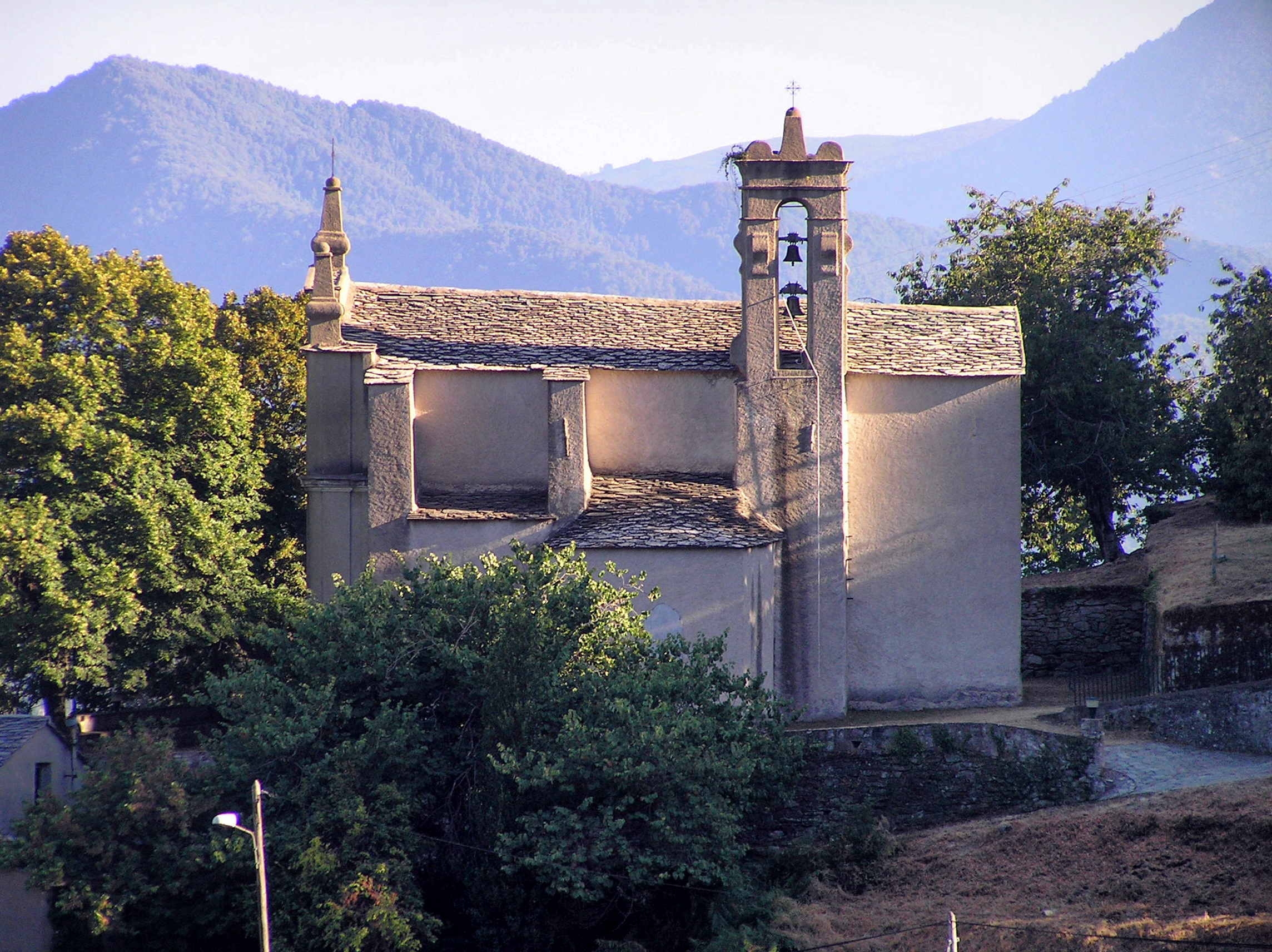
Chapelle Saint-Roch.

L'église paroissiale Saint-Roch (San Roccu) est de style baroque.

#### Chapelle San Giorgio

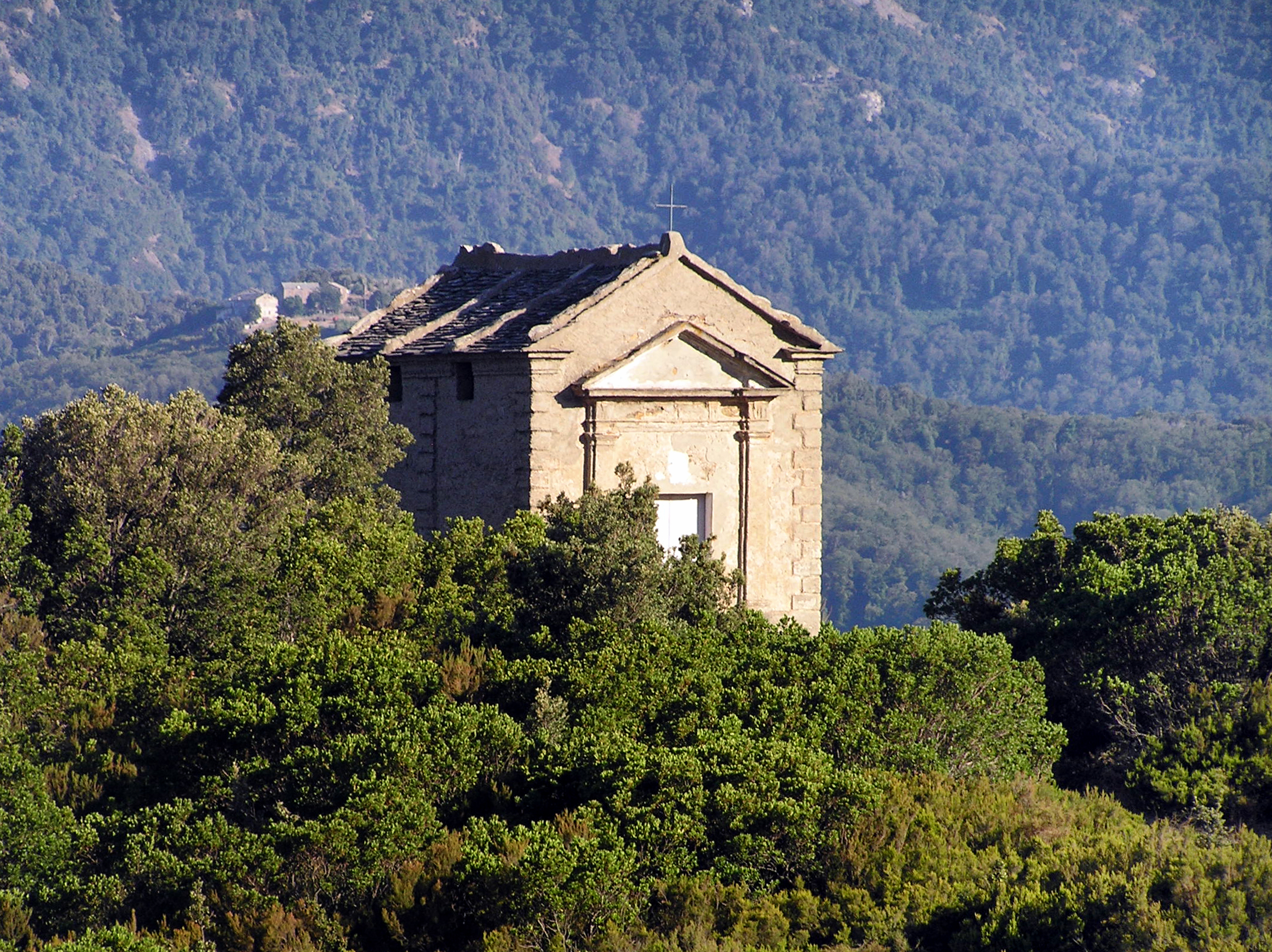
Chapelle San Giorgio

La chapelle Saint-Georges (San Ghjorghju) est située au sud du village, sur une falaise surplombant la vallée du Fium'Alto.

### Patrimoine naturel

#### Espaces protégés et gérés

##### Parc naturel régional
Piano est une commune adhérente au parc naturel régional de Corse, dans son « territoire de vie » appelé Castagniccia.

#### ZNIEFF
Piano est concernée par une zone naturelle d'intérêt écologique, faunistique et floristique de 2e génération :
Châtaigneraies de la petite Castagniccia
Piano est concernée avec 42 autres communes, par la Zone naturelle d'intérêt écologique, faunistique et floristique de 2e génération appelée « Châtaigneraie de la petite Castagniccia », objet de la fiche ZNIEFF940004146.
« La petite Castagniccia » telle qu'elle est localement appelée, représente un territoire comportant 43 communes et s’étendant de Nord en Sud, du col de Pirello jusqu’au du rocher de Muteri. La zone comprend une grande partie des bassins hydrographiques du Fium'Alto et de l'Alesani. La végétation, typique des conditions climatiques tempérées et humides régnant sur la zone, est dominée par les châtaigneraies, le plus souvent présentes sous forme de vergers ou de taillis. Elles recouvrent environ 60 % de la surface du territoire. Les chênaies sont également très présentes.